# Morphologische Studien über die Orchideenblüthe
Morphologische Studien über die Orchideenblüthe (abreviado Morph. Stud. Orchideenbl.) es un libro con ilustraciones y descripciones botánicas que fue editado por el botánico, micólogo, pteridólogo, algólogo alemán Ernst Hugo Heinrich Pfitzer. Se publicó en Heidelberg el año 1886.